# Джон Профюмо
Профюмо пренасочва насам.  За политическия скандал вижте Афера „Профюмо“.
Джон Дѐнис Профю̀мо (на английски: John Dennis Profumo, [d͡ʒɒn ˈdɛnɪs prəˈfjuːmoʊ]) е английски политик от Консервативната партия.
Роден е на 30 януари 1915 година в Лондон в семейството на адвокат и финансист от италиански благороднически произход. Учи в Оксфордския университет, а по време на Втората световна война служи като офицер в Северна Африка и участва в Десанта в Нормандия, уволнява се от армията със звание бригадир. От 1950 година е депутат, а през 1960 – 1963 година е военен министър в кабинета на Харолд Макмилан. През 1958 година се жени за актрисата Валери Хобсън. Политическата му кариера приключва в 1963 година с шумен скандал, довел до падането на цялото правителство – Аферата „Профюмо“, когато той публично лъже, че няма връзка със свързана със съветското посолство млада манекенка. През следващите години се занимава с благотворителност.
Джон Профюмо умира от инсулт на 9 март 2006 година в Лондон.